# Milion lat przed naszą erą (film 1966)
Milion lat przed naszą erą (ang. One Million Years B.C.) – brytyjski film fabularny z 1966 roku.

## Fabuła
Film opowiada historię Tumaka, prehistorycznego jaskiniowca, który zostaje wygnany ze swojego plemienia. W wędrówce Tumaka i w stawianiu czoła prehistorycznym niebezpieczeństwom towarzyszy mu napotkana na drodze Loana.

## Obsada
- Jean Wladon – Ahot
- John Richardson – Tumak
- Martine Beswick – Nupondi
- Percy Herbert – Sakana
- Raquel Welch – Loana
- Robert Brown – Akhoba